# Henrique Cerqueira
Henrique Cerqueira é um cantor e compositor brasileiro. Ex-integrante da banda Pimentas do Reino. Já compôs mais de cem canções, sendo "Pensando em Você" a de maior notoriedade, sendo regravada também por Cláudia Leitte. Em 2011, Henrique foi indicado ao Troféu Promessas na categoria Revelação.
Nascido e criado na cidade chamada Canção Maringá, localizada no interior do Paraná, Henrique Cerqueira é um múltiplo artista, compositor, poeta, cantor, violinista, é formado em Artes Plásticas e professor de Desenho Artístico. E um cantor cristão, membro da Primeira Igreja Presbiteriana em Maringá. No Rio de Janeiro (onde mora atualmente) recebe cobertura espiritual da igreja Unidade Em Cristo. 
Começou a sua carreira como fundador, compositor e vocalista da banda Pimentas do Reino que em 2006 se transforma em fenômeno viral na internet com músicas românticas voltadas para os adolescentes e foco cristão. As canções foram compartilhadas nas redes sociais, de tal forma, que fizeram os vídeos da banda atingirem grande notoriedade.
Em 2008, o sucesso das músicas na internet chamou a atenção da cantora Claudia Leitte que logo procurou Henrique pedindo para gravar as suas canções. No mesmo ano, Henrique saí de Maringá, Paraná e vai para Salvador assistir a gravação do DVD Verte-Mar da cantora Claudia Leitte. No meio da gravação, o inesperado: Claudia pede a Henrique para cantar Pensando em Você com ela... O vídeo do encontro não programado logo caiu na internet e, em uma semana, já tinha mais de um milhão de visualizações, o que fez com que a gravadora decidisse incluir a participação no DVD oficial na parte dos extras.
A parceria entre Claudia Leitte e Henrique continua ate hoje, em 2010 ela regravou mais duas canções Don Juan (a cantora faz dueto com o Belo) e Crime canções que estão no ultimo Cd da Claudia Leitte (Mascaras). Em dezembro de 2011 Claudia convidou Henrique para participar do seu novo DVD Negalora onde cantaram a música Crime e toda a renda desse DVD será revertida para ajudar na luta contra o câncer, o Hospital Aristides Maltez. 
Com mais de 15 hits estourados na internet, o poeta além de interprete , se tornou um compositor de sucesso. Suas músicas já foram regravadas por cantores gospel e seculares, entre eles: Claudia Leitte (Pensando em Voce, Don Juan e Crime), Belo (Don Juan), Gilmelandia (Saudade), Turma do Pagode (Pensando em você), Kleber Lucas (Não fuja de mim), Wiliam Nascimento (Don Juan) e Pâmela (Crime, Eu to apaixonado e Romance com o céu). 
O cantor Henrique Cerqueira acaba de lançar seu novo álbum, “Amor e Ponto”, produzido de maneira independente e distribuído pelo selo Tratores.
O disco traz as participações especiais de Marcela Taís, Sarah Renata e Simone Rosa, de acordo com informações da assessoria de imprensa do cantor.
Suas músicas falam de amor, amizade, respeito ao próximo, coisas do cotidiano e, principalmente, dos princípios de uma vida cristã. 
Em junho de 2021, Henrique anuncia parceria com a cantora e compositora Joyce Albuquerque (JOY) e Gabriel Lunelli. O trio se reuniu para fazer uma releitura do maior sucesso de Cerqueira, "Pensando em Você". 
Pimentas do Reino
- 2005 - Ficção e Realidade
- 2006 - Versos
- 2008 - Pimentas do Reino EP

CD Solo
- 2009 - Pensando em Você
- 2009-  Versos
- 2010 - Versos - Nunca é Tarde
- 2012 - Deus é Romântico
- 2016 - Amor e Ponto